# Slađan Ašanin
Slađan Ašanin (* 13. srpna 1971 v Záhřebu) je bývalý chorvatský fotbalový obránce. Během své kariéry působil jak v chorvatské lize, tak také v zahraničí, a sice v české Gambrinus lize a německé Bundeslize. V české lize nastupoval za Slavii Praha, v Německu za Borussii Mönchengladbach a LR Ahlen. Ve Slavii se stal oporou a tehdejší trenér české reprezentace Dušan Uhrin ho přemlouval k získání českého občanství, aby mohl posílit reprezentační výběr.